# Glikogenin glukoziltransferaza
Glikogenin glukoziltransferaza (EC 2.4.1.186, glikogenin, prajmirajuća glukoziltransferaza, UDP-glukoza:glikogenin glukoziltransferaza) je enzim sa sistematskim imenom UDP-alfa--glukoza:glikogenin alfa-D-glukoziltransferaza. Ovaj enzim katalizuje sledeću hemijsku reakciju
UDP-alfa--glukoza + glikogenin {\displaystyle \rightleftharpoons } UDP + alfa-D-glukozilglikogenin
Ovaj enzim prvo katalizuje sopstvenu glukozilaciju, normalno na Tyr-194 proteina ako je grupa slobodna. On zatim vrši glukozilaciju glukozilnih grupa dok se formira molekul sa 5--13 ostataka. Dalje produžavanje glikogenskog lanca izvodi enzim EC 2.4.1.11, glikogen (skrob) sintaza.

## Spoljašnje veze
- Glycogenin+glucosyltransferase на 